# Réduit
Réduit (fr. réduire, reducere, bringe tilbage) er inden for fæstningskunsten en betegnelse for en tilflugtsskanse, dvs. den del af en befæstet stilling, som skal holdes længst muligt, også efter at stillingen er gennembrudt på andre steder.
En réduit vil derfor i reglen ligge noget tilbagetrukket og må have forsvar til alle sider samt være omgivet af hindringer. Også ved forsvar af landsbyer, skove eller andre naturlige terræn-genstande, der egner sig til forsvar, tilvejebringes i almindelighed en réduit i den permanente befæstning tilvejebragtes i ældre tid en réduit inden for de ydre befæstningsanlæg, fx i form af et citadel, eller man indrettede réduiter i de enkelte forter. I den nyere permanente befæstning havde man dog på grund af artilleriets stadig voksende ildkraft i alt væsentlig opgivet bygning af réduiter, der ikke uden meget betydelige udgifter kunne gøres tilstrækkelig modstandsdygtige.
Den østlige del af Københavns Fæstning omkring Kastellet frembød et antal réduiter anlagt i 1700-tallet: Færø Reduit, Hetlands Reduit, Norges Reduit, Sjællands Reduit og Pinnebergs Reduit (hvor Langeliniepavillonen står i dag).